# Tsunenari Tokugawa
 (徳川 恒孝?; 26 febbraio 1940) è un politico giapponese, attuale capo (diciottesima generazione) della famiglia Tokugawa.

## Biografia
È figlio di Ichirō Matsudaira e Toyoko Tokugawa. Suo bisnonno paterno fu Matsudaira Katamori di Aizu, e suo bisnonno materno fu Tokugawa Iesato. Suo figlio Iehiro Tokugawa è un traduttore. Tsunenari è anche cugino di secondo grado dell'imperatore emerito Akihito. Per molti anni, Tsunenari è stato attivo nella compagnia navale Nippon Yusen, ed è a capo della Fondazione Tokugawa, associazione non-profit.
Nel 2007, Tsunenari ha pubblicato un'opera intitolata Edo no idenshi (江戸の遺伝子?), uscito nei paesi anglosassoni col titolo The Edo Inheritance (L'eredità di Edo in italiano).
L'opera si contrappone all'opinione comune tra i giapponesi secondo cui il periodo Edo (nel quale era al governo proprio lo Shogunato Tokugawa) sia stato un'epoca di oscurità in cui il Giappone, isolatosi dal resto del mondo, regredì significativamente; invece, secondo Tsunenari, i 250 anni di pace e relativa prosperità videro riforme economiche, la crescita di una cultura urbana sofisticata e lo sviluppo della società più urbanizzata del globo.

## Famiglia
- Nonno paterno: Tsuneo Matsudaira
- Nonno materno: Iemasa Tokugawa
- Padre: Ichirō Matsudaira
- Madre: Toyoko Tokugawa
- Zie: Setsuko, Princess Chichibu
- Moglie: Sachiko Terashima
- Figlio: Iehiro Tokugawa

## Ascendenza
|                    |                 |                    | Genitori           |  |  | Nonni |  |  | Bisnonni            |  |  | Trisnonni             |  |
|                    |                 |                    |                    |  |  |       |  |  | Matsudaira Katamori |  |  | Matsudaira Yoshitatsu |  |
|                    |                 |                    |                    |  |  |       |  |  | Matsudaira Katamori |  |  | Matsudaira Yoshitatsu |  |
|                    |                 | Komori Chiyo       |                    |  |  |       |  |  | Matsudaira Katamori |  |  |                       |  |
| Tsuneo Matsudaira  |                 |                    |                    |  |  |       |  |  | Matsudaira Katamori |  |  |                       |  |
|                    |                 | Kawamura Naga      | Kawamura Genhyō    |  |  |       |  |  |                     |  |  |                       |  |
|                    |                 | Kawamura Naga      | Kawamura Genhyō    |  |  |       |  |  |                     |  |  |                       |  |
|                    |                 | Kawamura Naga      | …                  |  |  |       |  |  |                     |  |  |                       |  |
| Ichirō Matsudaira  |                 | Kawamura Naga      |                    |  |  |       |  |  |                     |  |  |                       |  |
|                    |                 | Nabeshima Naohiro  | Nabeshima Naomasa  |  |  |       |  |  |                     |  |  |                       |  |
|                    |                 | Nabeshima Naohiro  | Nabeshima Naomasa  |  |  |       |  |  |                     |  |  |                       |  |
|                    |                 | Nabeshima Naohiro  | …                  |  |  |       |  |  |                     |  |  |                       |  |
| Nobuko Nabeshima   |                 | Nabeshima Naohiro  |                    |  |  |       |  |  |                     |  |  |                       |  |
|                    |                 | Hirohashi Nagako   | Hirohashi Taneyasu |  |  |       |  |  |                     |  |  |                       |  |
|                    |                 | Hirohashi Nagako   | Hirohashi Taneyasu |  |  |       |  |  |                     |  |  |                       |  |
|                    |                 | Hirohashi Nagako   | …                  |  |  |       |  |  |                     |  |  |                       |  |
| Tsunenari Tokugawa |                 | Hirohashi Nagako   |                    |  |  |       |  |  |                     |  |  |                       |  |
|                    | Tokugawa Iesato | Tokugawa Yoshiyori |                    |  |  |       |  |  |                     |  |  |                       |  |
|                    | Tokugawa Iesato | Tokugawa Yoshiyori |                    |  |  |       |  |  |                     |  |  |                       |  |
|                    | Tokugawa Iesato | …                  |                    |  |  |       |  |  |                     |  |  |                       |  |
| Iemasa Tokugawa    | Tokugawa Iesato |                    |                    |  |  |       |  |  |                     |  |  |                       |  |
|                    |                 | Konoe Hiroko       | Konoe Tadafusa     |  |  |       |  |  |                     |  |  |                       |  |
|                    |                 | Konoe Hiroko       | Konoe Tadafusa     |  |  |       |  |  |                     |  |  |                       |  |
|                    |                 | Konoe Hiroko       | Shimazu Mitsuko    |  |  |       |  |  |                     |  |  |                       |  |
| Toyoko Tokugawa    |                 | Konoe Hiroko       |                    |  |  |       |  |  |                     |  |  |                       |  |
|                    |                 | Shimazu Tadayoshi  | Shimazu Hisamitsu  |  |  |       |  |  |                     |  |  |                       |  |
|                    |                 | Shimazu Tadayoshi  | Shimazu Hisamitsu  |  |  |       |  |  |                     |  |  |                       |  |
|                    |                 | Shimazu Tadayoshi  | Shimazu Chimoko    |  |  |       |  |  |                     |  |  |                       |  |
| Naoko Shimazu      |                 | Shimazu Tadayoshi  |                    |  |  |       |  |  |                     |  |  |                       |  |
|                    |                 | Yamazaki Sumako    | …                  |  |  |       |  |  |                     |  |  |                       |  |
|                    |                 | Yamazaki Sumako    | …                  |  |  |       |  |  |                     |  |  |                       |  |
|                    |                 | Yamazaki Sumako    | …                  |  |  |       |  |  |                     |  |  |                       |  |
|                    |                 | Yamazaki Sumako    |                    |  |  |       |  |  |                     |  |  |                       |  |